# Portella del Llorentí
La Portella del Llorentí és una collada de 2.344 metres d'altitud a cavall dels termes comunals de Font-rabiosa, a la comarca del Capcir, pertanyent a la Catalunya del Nord i d'Artigues, al Donasà, comarca occitana.
És un dels límits septentrionals dels Països Catalans. És a l'extrem nord-occidental del terme comunal de la vila de Font-rabiosa, a l'extrem occidental de la Serra dels Castellets, a ponent del Pic de la Tribuna i al sud-est del Pic de Baixollada.